# As-Sàlih Ismaïl (mameluc)
Al-Màlik as-Sàlih Imad-ad-Dawla Ismaïl ibn an-Nàssir Muhàmmad —àrab: الملك الصالح عماد الدين إسماعيل بن الناصر محمد, al-Malik al-aṣ-Ṣāliḥ ʿImād ad-Dīn Ismāʿīl ibn an-Nāṣir Muḥammad—, més conegut simplement com a as-Sàlih Ismaïl, fou soldà mameluc bahrita o kiptxak del Caire (1342-1345). Era fill d'an-Nàssir Muhàmmad ibn Qalàwun.
Quan el seu germà an-Nàssir Àhmad va abdicar i es va retirar a al-Karak (Jordània) els mamelucs el van posar al tron amb 17 anys. Fou l'únic de la família que no va tenir una reputació de crueltat i el primer (des del pare) que va aconseguir regnar més d'un any. Quan va saber que el seu germà Àhmad, tot i que havia abdicat i s'havia exiliat de manera voluntària, fou assassinat a al-Karak, va patir un xoc i es va posar malalt. Al cap d'un any fou assassinat. El seu germà al-Kàmil Xaban fou proclamat al seu lloc.